# Andrée Gros-Duruisseau
Pour les articles homonymes, voir Gros et Duruisseau.
Andrée Gros-Duruisseau, née le 14 août 1925 à Garat, est une résistante, écrivaine et conférencière française. Figure de la résistance et porte-parole de la déportation, elle à l'origine de la fondation du Musée de la Résistance et de la déportation d'Angoulême.

## Biographie
Andrée Duruisseau est la fille d'Alcide (1883-1977) et d'Augustine (1890-1982) Duruisseau. Elle fréquente dans les années 1930 l'école communale de Bouex en même temps que René Chabasse, son aîné de quatre ans. Madame Chabasse mère, l'institutrice, entretient une relation d'amitié avec la famille Duruisseau.
En juin 1940, l'occupation allemande débute. La ferme Duruisseau, située au lieu-dit « Aux Forêts » près de Bouex, se trouve à proximité de la ligne de démarcation en zone occupée. La famille Duruisseau choisit de résister à l'occupant. Andrée, âgée de 15 ans, effectue bénévolement des passages clandestins avec son père et son frère aîné Edmond pour aider ceux qui tentent de fuir la zone occupée. Sa mère assure l'accueil des fugitifs dans la ferme.
À l'automne 1942, René Chabasse confie à la famille Duruisseau l'organisation du centre opérationnel des parachutages en Charente dans leur ferme. Andrée assure les liaisons du groupe et participe à la réception des parachutages, au transport, à la cache et à la distribution des armes. Un souterrain est creusé près de la ferme.
Les 14 et 15 novembre 1943, le Délégué militaire régional (DMR) Claude Bonnier (« Hypoténuse ») est déposé par un Lysander sur le terrain Albatros en Charente. Les opérations de parachutage se multiplient sur les terrains Chouette, Pintade, Pélican. L'activité dans la ferme Duruisseau devient intense.
Le 21 février 1944, René Chabasse, qui se sent traqué, donne à Andrée des instructions à transmettre au cas où il ne reviendrait pas. Le jour même, il est abattu par la Gestapo à Angoulême. Les arrestations en Charente se multiplient.
Le 15 mars 1944, la Gestapo se présente à la ferme Duruisseau. Le père et le frère d'Andrée échappent de justesse à l'arrestation. Andrée est arrêtée et enfermée à la prison d'Angoulême. Elle subit plusieurs interrogatoires brutaux dont elle sort le visage tuméfié, sans révéler d'informations compromettantes sur ses compagnons ou les dépôts d'armes.
Jusqu'au 6 juin 1944, Andrée est internée au Fort de Romainville. Puis, elle est déportée au camp disciplinaire de Neue Bremm, puis au camp de concentration de Ravensbrück et à celui de Buchenwald.
Le 14 avril 1945, Andrée quitte Buchenwald. Elle part en colonne pour une marche forcée de plusieurs jours. Les survivantes sont abandonnées par les SS et leurs chiens, puis se dispersent par petits groupes. Andrée et quatre compagnes rencontrent des prisonniers de guerre qui les assistent. Reprises par la police allemande, elles sont dirigées vers l'Elbe. Elles s'évadent et retrouvent des prisonniers de guerre à Tzeren.
Entre avril et mai 1945, Andrée et ses compagnes sont libérées par l'Armée rouge, puis reprises par les Allemands, puis libérées de nouveau par les Russes qui les confondent avec des Allemandes et veulent leur imposer de travailler en les consignant dans un immeuble. Elles s'évadent de nuit et se dirigent vers l'ouest. Les cinq compagnes réussissent à rejoindre une unité américaine, qui les met en contact avec des militaires français.
Le 1er juin 1945, Andrée rejoint enfin la France.
De retour en Charente,  Andrée retrouve sa famille. Elle rédige son témoignage sur un cahier d'écolier qu'elle range au grenier. Ce document est retrouvé des décennies plus tard et publié en 2008 sous le titre « Le Cahier »".
Andrée se marie et devient mère de quatre enfants. Elle consacre une partie de son temps à aider les déportés et leurs familles.
Andrée préside l'Association des déportés, internés et familles de disparus de la Charente. Elle participe à la fondation du Musée de la Résistance et de la déportation d'Angoulême, institution qui ferme en 2009 avant de rouvrir en 2014 sous le nom d'Espace Mémoriel de la Résistance et de la Déportation.
Andrée intervient régulièrement dans les établissements scolaires de Charente pour des conférences sur la Résistance et la Déportation. Elle témoigne dans les écoles pour transmettre la mémoire historique.
Son action s'étend au-delà de la Charente : elle intervient dans les lycées et collèges, organise des voyages du souvenir et participe aux manifestations patriotiques. En 2017, elle participe à une visioconférence avec des établissements scolaires de La Réunion pour transmettre son expérience aux jeunes générations.

## Œuvre
- Le Cahier, Parole Et Silence, 2008 (ISBN 978-2866328924)

## Reconnaissance
- Le 16 octobre 2018 a eu lieu l'inauguration de l'amphithéâtre nommé en son honneur des lycées Marguerite de Valois et Jean Rostand à Angoulême[5]
- L'école maternelle de Ruelle-sur-Touvre porte son nom[6]

## Distinctions
Elle est reconnue « Déporté résistant ».
- Grand-croix de la Légion d'honneur (par décret du 13 juillet 2023)
- Grand-croix de l'ordre national du Mérite (par décret du 20 novembre 2015)[8]
- Croix de guerre 1939-1945, palme de bronze (citation à l’ordre de l’armée)[9]
- Médaille de la Résistance française (par décret du 24 avril 1946)[10]
- Croix du combattant volontaire de la Résistance
- Croix du combattant
- Médaille de la déportation pour faits de Résistance